# Lacustricola myaposae
 Lacustricola myaposae  és un peix de la família dels pecílids i de l'ordre dels ciprinodontiformes.

## Morfologia
Tant les femelles com els mascles poden assolir els 5,5 cm de longitud total.

## Distribució geogràfica
Es troba a Àfrica: Sud-àfrica (KwaZulu-Natal i Transvaal), nord-oest de Botswana i sud i centre d'Angola.